# Kangerlussuaq Gletsjer
Der Kangerlussuaq Gletsjer ist ein grönländischer Gletscher im Distrikt Ammassalik in der Kommuneqarfik Sermersooq.

## Geografie
Der Gletscher entwässert das grönländische Inlandeis in den Kangersertuaq (westgrönländisch Kangerlussuaq), nach dem er benannt ist. Er befindet sich in Kong Christian IX Land in Ostgrönland.

## Eigenschaften

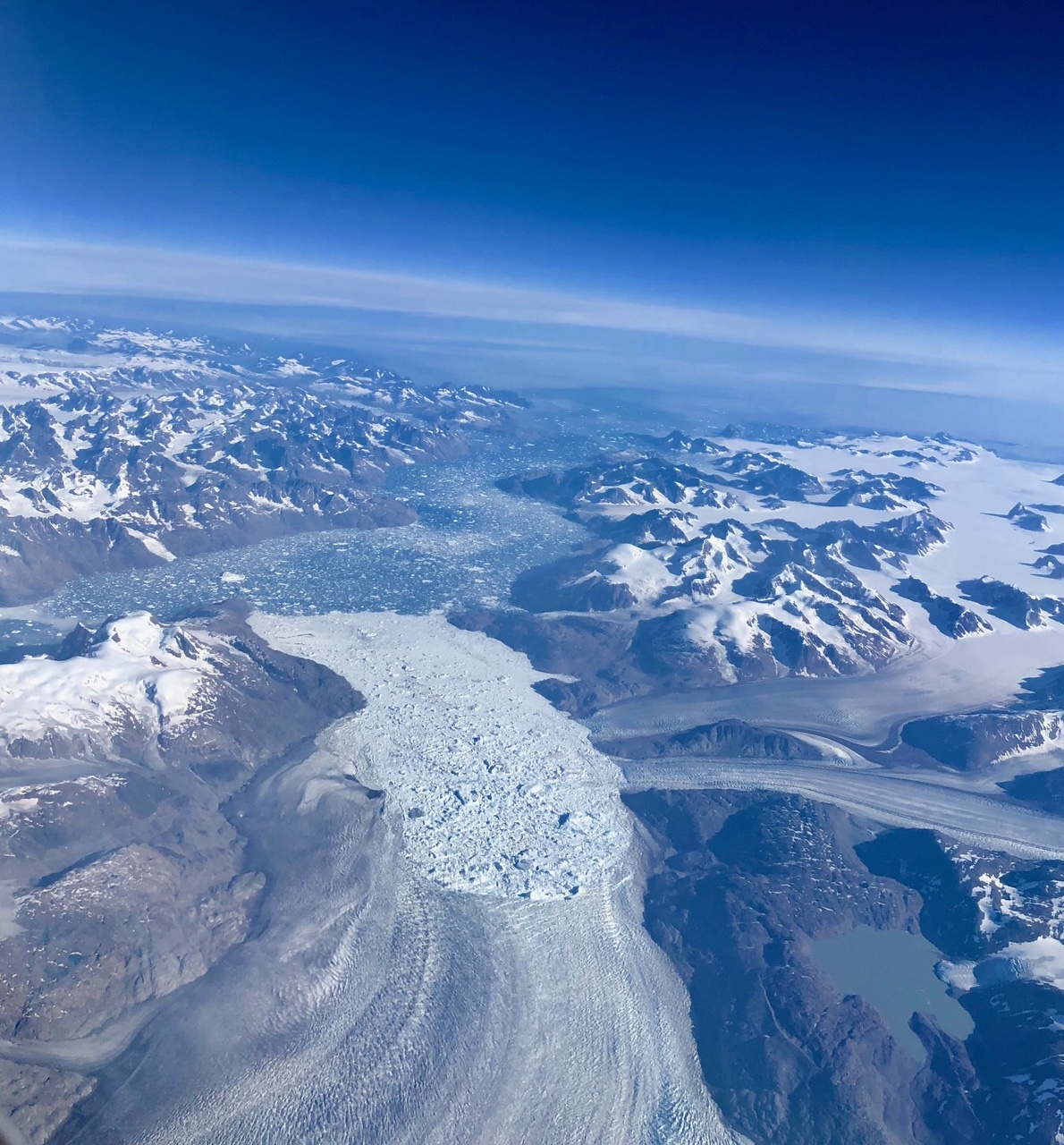
Der Gletscher und der Fjord aus Richtung Nordwesten (2018)

Etwa vier Prozent der Eisproduktion des gesamten Eisschildes gelangen über den Kangerlussuaq Gletsjer ins Meer, damit produziert er das meiste Eis aller Gletscher Ostgrönlands. Mit einer Fließgeschwindigkeit von bis zu 14 km pro Jahr oder 1,6 Metern pro Stunde zählt er zu den am schnellsten fließenden Gletschern der Erde. Diese Geschwindigkeit wurde im Jahr 2005 im Zuge des Klimawandels erreicht. Seither ist der Gletscher weit zurückgegangen (jährlich bis zu vier Kilometer) und hat stark Volumen und Dicke eingebüßt, auch die Fließgeschwindigkeit hat abgenommen. Der Kangerlussuaq Gletsjer ist einer von mehreren grönländischen Meeresgletschern, an denen Gletscherbeben registriert wurden.